# Davtashen
Pour l’article homonyme, voir Davtachen.
Davtashen (en arménien Դավթաշեն ; jusqu'en 1950 Aylanlu) est une communauté rurale du marz d'Aragatsotn, en Arménie. Elle compte 765 habitants en 2009.